# Молот (товарищество)
Товарищество механических и чугунолитейных заводов «Молот» — компания в дореволюционной России, основанная в 1903 году. Штаб-квартира компании располагалась в Санкт-Петербурге, заводы — в Грозном и Баку.

## История

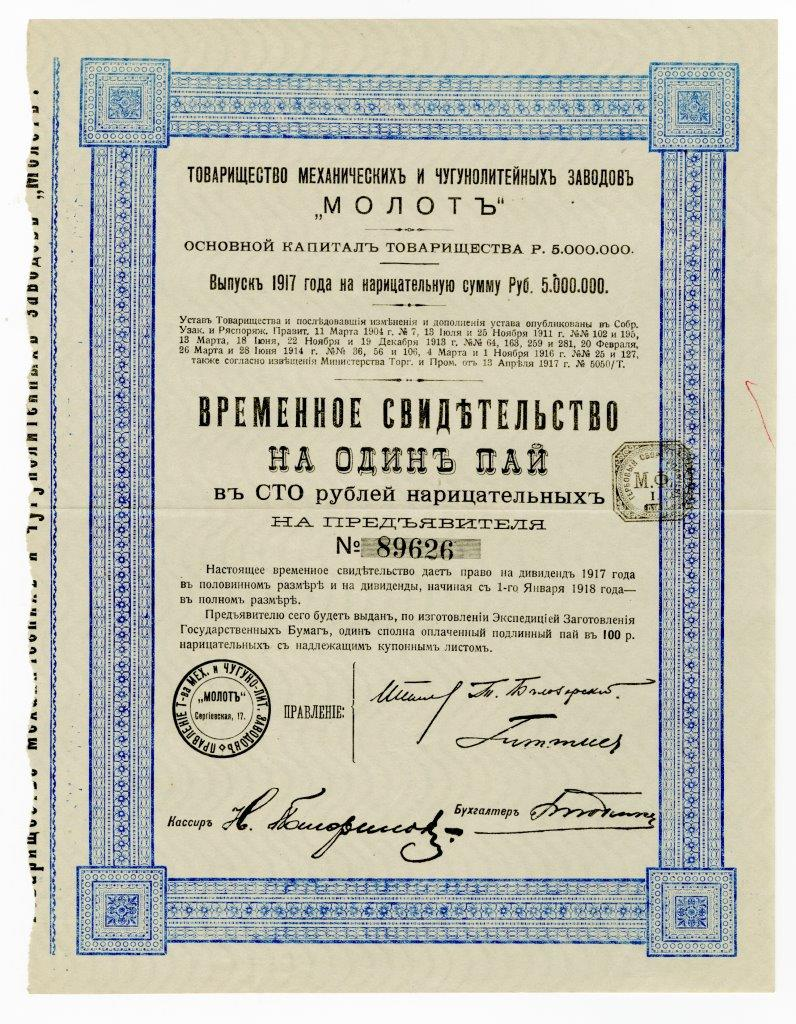
Временное свидетельство на предъявителя на один пай в 100 руб. нарицательных Товарищества механических и чугунолитейных заводов «Молот». Петроград, 1917 г.

История «Товарищество механических и чугунолитейных заводов „Молот“» связана с именем видного российского промышленника, мецената, политического деятеля, крупнейшего нефтяного магната России XX века С. Г. Лианозова.
Согласно Высочайше утвержденному 22 ноября 1903 года уставу компании, товарищество «Молот» учреждено для эксплуатации механического и чугунолитейного заводов в местечке Сабунчи Бакинского уезда Бакинской губернии, торговли изделиями этих предприятий, бурения нефтяных скважин и общего оборудование нефтяных промыслов, а также с целью торговли нефтью и нефтепродуктами.
Изначально Основной капитал «Молота» составлял 500 тыс. руб, разделенных на тысячу паёв по пятьсот руб. каждый. В 1914 г. Товарищество увеличивает свой капитал до 5 млн, приобретает чугунолитейный и механический завод в Грозном.
К 1917 г., году распада Российской империи, основной капитал компании возрастает до 10 млн руб. В этом же году происходит объединение «Молота» с акционерными обществами бывш. «Э. Ф. Биеринг» и «Робур».
Правление товарищества «Молот» располагалось в Петербурге (тогда Петрограде), местное управление деятельностью компании осуществлялось Бакинским и Грозненским отделениями.
На момент национализации, последовавшей по декрету СНК РСФСР от 28 июня 1918 года, товариществу «Молот» принадлежало пять механических заводов с литейными отделениями в городах Балаханы, Забрат, Биби-Эйбат, Бинагади и Грозный. Кроме того, два завода в Биби-Эйбате и Балаханах находилось на балансе бывшего «Биеринга», а ещё один завод в Балаханах — «Робура».